# هارونا بابانغيدا
هارونا بابانغيدا (بالإنجليزية: Haruna Babangida)‏ (1 أكتوبر 1982 نيجيريا - ) هو لاعب كرة قدم نيجيري، يلعب كمهاجم.

## مسيرته الكروية
لعب هارونا بابانغيدا خلال مسيرته الاحترافية مع 12 ناديًا في عشرون موسمًا وسجل خلالها 85 هدفًا ضمن 336 مباراة. حيث فاز في موسم واحد بالكأس وفي موسمين بالدوري.
خاض هارونا بابانغيدا مسيرته مع نادي برشلونة ب في موسم 1998–99 ليلعب معه خمسة مواسم، مشاركًا في 130 مباراة سجل خلالها 47 هدفًا. ثم انتقل إلى نادي تيراسا ‏ في موسم 2002–03 لمدة موسم واحد، حيث شارك في 38 مباراة سجل خلالها 5 أهداف. لينتقل بعدها إلى نادي قادش في موسم 2003–04 لمدة موسم واحد، مشاركًا في 14 مباراة ولم يسجل أي هدف. ثم انتقل إلى نادي ميتالورغ دونيتسك في موسم 2004–05 ولمدة موسمين، مشاركًا في 10 مباريات سجل خلالها هدفين. هذا وانتقل لاحقًا إلى نادي أولمبياكوس في موسم 2005–06 ولمدة موسمين، مشاركًا في 33 مباراة سجل خلالها 3 أهداف. ثم انتقل بعدها إلى نادي أبولون ليماسول في موسم 2007–08 ولمدة موسمين، مشاركًا في 54 مباراة سجل خلالها 18 هدفًا. ليعود وينتقل من جديد، لكن هذه المرة إلى نادي كوبان كراسنودار ما بين عامي 2009 و2010 لمدة موسم واحد، مشاركًا في 14 مباراة سجل خلالها هدفًا واحدًا. لينتقل بعدها إلى نادي فيتيسه آرنهم في موسم 2010–11 لمدة موسم واحد، مشاركًا في 7 مباريات سجل خلالها هدفًا واحدًا أيضًا. ثم لعب في Kapfenberger SV ‏ في موسم 2011–12 ولمدة موسمين، مشاركًا في 24 مباراة سجل خلالها هدفين. ليعود ويرتحل عنه إلى نادي موستا ‏ في موسم 2014–15 لمدة موسم واحد، مشاركًا في 9 مباريات سجل خلالها 4 أهداف.

## روابط خارجية
- هارونا بابانغيدا على موقع الاتحاد الدولي (مؤرشف)  (الإنجليزية)
- هارونا بابانغيدا على موقع اتحاد أوكرانيا (الإنجليزية)
- هارونا بابانغيدا على موقع قاعدة بيانات كرة القدم.إي يو (الإنجليزية)
- هارونا بابانغيدا على موقع ناشيونال فوتبول تيمز (الإنجليزية)
- هارونا بابانغيدا على موقع Soccerway.com (الإنجليزية)
- هارونا بابانغيدا على موقع عالم كرة القدم.نت (الإنجليزية)